# Alpha (film, 2018)
Pour les articles homonymes, voir Alpha (homonymie).
Pour plus de détails, voir Fiche technique et Distribution.
Alpha est un film d'aventures préhistorique américain réalisé par Albert Hughes, sorti en 2018.

## Synopsis
En Europe, durant la période du Paléolithique supérieur, le jeune Keda tente de retrouver sa tribu qui le croit mort après une chute lors de la chasse au bison des steppes. Durant son voyage, il se lie à un loup blessé, qu'il nomme Alpha.

## Fiche technique
Sauf indication contraire, les informations mentionnées dans cette section peuvent être confirmées par la base de données cinématographiques IMDb,  présente dans la section « Liens externes ».
- Titre original, français et québécois : Alpha
- Titre de travail : The Solutrean
- Réalisation : Albert Hughes
- Scénario : Daniele Sebastian Wiedenhaupt, d'après une histoire d'Albert Hughes
- Direction artistique : John Willett
- Décors : Angela O'Sullivan, James Steuart et Harrison Yurkiw
- Costumes : Sharen Davis
- Photographie : Martin Gschlacht
- Son : Matthew Wilson
- Montage : Sandra Granovsky
- Musique : Joseph S. DeBeasi et Michael Stearns
- Production : Andrew Rona et Robin Le Chanu (coproducteur)
- Sociétés de production : Studio 8, Columbia Pictures et The Picture Company (coproductions)
- Sociétés de distribution : Sony Pictures Releasing (États-Unis), Sony Pictures Releasing France (France), Sony Pictures (Québec)
- Pays d'origine : États-Unis
- Langue originale : langue préhistorique fictive
- Format : couleur
- Budget : 51 millions de dollars[1]
- Genre : aventure et historique
- Durée : 96 minutes, 95 minutes pour la director's cut
- Dates de sortie :
  -  États-Unis,  Canada : 17 août 2018
  -  Belgique,  France,  Suisse romande : 22 août 2018

## Distribution
- Kodi Smit-McPhee (VF : Gabriel Bismuth-Bienaimé ; VQ : Samuel Jacques) : Keda
- Leonor Varela (VQ : Camille Cyr-Desmarais) : Shaman
- Natassia Malthe (VF : Aurélie Konaté ; VQ : Marie-Ève Bertrand) : Rho
- Priya Rajaratnam : la chasseuse
- Jens Hultén (VF : Joël Zaffarano ; VQ : Sylvain Hétu) : Xi
- Jóhannes Haukur Jóhannesson (VQ : Patrick Chouinard) : Tau
- Mercedes de la Zerda : Nu
- Spencer Bogaert : Kappa
- Marcin Kowalczyk (VQ : Frédéric Desager) : Sigma
- Morgan Freeman : le narrateur (version cinéma uniquement)

 Source et légende : version française (VF) sur RS Doublage et doublage.qc.ca

## Production

### Genèse et développement
Albert Hughes réalise ici son premier film sans son frère Allen avec lequel il avait notamment mis en scène Menace to Society (1993), From Hell (2002) et Le Livre d'Eli (2010).

### Attribution des rôles
Le chien utilisé pour Alpha est un chien-loup tchécoslovaque.

### Tournage
Le tournage débute au Canada fin février 2016. Des scènes sont tournées près d'East Coulee et dans le parc provincial Dinosaur en Alberta. Il a également lieu à Vancouver, Burnaby et Drumheller. Des plans de paysages sont réalisés en Islande
Une enquête a eu lieu après une information faisant état de cinq bisons d'Amérique du Nord tués durant le tournage. Ainsi, en septembre 2016, la American Humane Association refuse au film sa mention No Animals Were Harmed à la suite de ces investigations. En août 2018, deux jours avant la sortie nord-américaine, PETA appelle au boycott du film.

## Accueil

### Sortie
En juin 2017, le titre du film The Solutrean devient officiellement Alpha. Initialement prévue pour le 15 septembre 2017, sa sortie est repoussée au 2 mars 2018. En décembre 2017, un nouveau changement : cette fois, le 14 septembre 2018. En avril 2018, la sortie s’annonce officielle le 17 août 2018 aux États-Unis.
En Belgique, en France et en Suisse romande, le film sort le 22 août 2018.

### Critique
Sur l'agrégateur américain Rotten Tomatoes, le film obtient 84 % d'opinions favorables, pour 56 critiques et une note moyenne de 6,7⁄10. Le consensus des critiques récoltées met en avant la mise en scène et la prestation des acteurs ainsi qu'il s'agit d'un bon film d'aventure aidé par la présence animale du loup. Sur Metacritic, le film décroche une note moyenne de 62⁄100 pour 22 critiques.

### Box-office
Pour son premier week-end d'exploitation aux États-Unis, Alpha enregistre 10 352 512 $.
| Pays ou région    | Box-office      | Date d'arrêt du box-office | Nombre de semaines |
| ----------------- | --------------- | -------------------------- | ------------------ |
| États-Unis Canada | 35 857 181 $    | 22 novembre 2018           | 14                 |
| France            | 170 482 entrées | -                          | -                  |
| Total mondial     | 98 203 196 $    | -                          | -                  |

## Versiondirector's cut
Le film sort en DVD et Blu-ray. Il contient la version cinéma ainsi qu'une version director's cut en seamless branching, plus courte d'une minute environ. Dans cette version, l'intrigue est remontée par le réalisateur Albert Hughes d'une façon plus linéaire et chronologique. Ce second montage se veut plus proche de la volonté du réalisateur et est « débarrassé » d'une voix off explicative de Morgan Freeman et d'une happy end imposées par les producteurs,.